# ژواوزینیو
ژوائو کارلوس ریس گراسا مشهور به ژواوزینیو (انگلیسی: Joãozinho؛ زادهٔ ۲ ژوئیهٔ ۱۹۸۹) بازیکن فوتبال اهل پرتغال است که در حال حاضر برای باشگاه ورزشی اشتوریل پرایا، از باشگاه‌های حاضر در لیگ برتر فوتبال پرتغال بازی می‌کند.
از باشگاه‌هایی که در آن بازی کرده‌است می‌توان به باشگاه فوتبال اسپورتینگ، باشگاه فوتبال آسترا جورجو، باشگاه فوتبال اونیائو، باشگاه ورزشی براگا، باشگاه فوتبال شریف تیراسپول، باشگاه فوتبال مافرا، و باشگاه فوتبال بیرامار اشاره کرد.

## افتخارات
آپوئل نیکوزیا
- سوپر جام فوتبال قبرس: ۲۰۱۹

اشتوریل
- سگوندا لیگا: ۲۰۲۰–۲۰۲۱[۳]